# Rammenau
Rammenau (alt sòrab: Ramnow) és un municipi alemany que pertany a l'estat de Saxònia. Limita amb Burkau al nord-est, Bischofswerda al sud-est, Frankenthal al sud-oest, Bretnig-Hauswalde a l'oest i amb Ohorn i Elstra al nord. Comprèn els districtes d'Oberrammenau, Niederdorf, Röderbrunn i Schaudorf.

## Personatges il·lustres
- Johann Gottlieb Fichte